# Urbàlia Rurana
Urbàlia Rurana es un grupo de música popular valenciana y mediterránea fundado en 1989 por miembros del desaparecido grupo Cànem (Cave canem, 1987).
Su música se ha caracterizado por la reelaboración de cantos y danzas tradicionales para su repertorio de concierto y la recuperación del baile folk en sus actuaciones festivas. Desde sus inicios ha sido vinculado al festival Tradicionàrius, que ha servido de plataforma promocional de los grupos de música folk de la Comunidad Valenciana, Cataluña y Baleares. Más allá de estos territorios, Urbàlia Rurana ha tenido repercusión en el resto de España y en el exterior, especialmente al norte de Italia, donde tienen editado un trabajo discográfico junto al músico piamontés Maurizio Martinotti (La Ciapa Rusa, Tendachënt).
Sus miembros han destacado como impulsores de encuentros de música tradicional como Música al Castillo de Dénia, Cant al Ras (Massalfassar) o Xàbia Folk, y como colaboradores de la revista Caramella, dedicada a la cultura musical popular.

## Discografía
- A la banda de migjorn (1992)[4]
- Rom i café (1994)[5]
- Folk nou (1997)[6]
- Sarau mediterrani (1999)[7]
- Territoris amables (2002)
- De tornada a les ribes (2017)[8]

## Componentes
El grupo está integrado en la actualidad por Jaume Gosàlbez (dulzaina, saxofón soprano, flauta, tarota y voz), Bernat Pellisser (percusión), Carles Gil (mandolina, acordeón y voz), Toni Torregrossa (voz, guitarra y guitarró) y Joan Buigues (tuba).